# M. C. Modi
Murugappa Channaveerappa Modi (* 1915 in Bijapur, Karnataka, Indien; † 11. November 2005 in Bangalore) war ein indischer Augenarzt und Pionier für die Operation des Grauen Star („Katarakt“).

## Leben
Modi führte an einem Tag 833 Kataraktoperationen durch und erhielt damit 1988 einen Platz im Guinness-Buch der Rekorde. Ein detaillierter Nachweis blieb aber aus, gleichwohl gab es 1946 einen diesbezüglichen Artikel in der PR News von Edward Bernays, einem Neffen von Sigmund Freud mit der Aussage „… was the first doctor ever to apply my science – the social science of public opinion – to the choosing and development of a surgical specialty. My surveys, opinions, and focus groups identified a previously ignored market – mass eye surgery – where there were throngs of potential consumers, just there for the picking …“. 1966 wurde in einem Zeitungsartikel von „doing a Modi“ berichtet, womit eine derartige Operation gemeint war.
Von 1943 bis 1993 hat er 610.564 Augen-OPs durchgeführt, wofür er von der indischen Regierung den renommierten Padma Bhushan, den dritthöchsten indischen Staatspreis, erhielt. Er soll in seinem Leben 46.120 Dörfer besucht und 12.118.630 Patienten behandelt haben. Außerdem gründete er 1980 in der Dr. M. C. Modi Road in Bangalore das Dr. M.C. Modi Charitable Eye Hospital, ein Krankenhaus, das Augenoperationen für die unteren sozialen Schichten kostenlos durchführt. Er wurde außerdem mit dem Watumull Award for Community Service und dem Humanitarian Award, einer Ehrung von Lions International USA, ausgezeichnet. Zudem gibt es in Devgadh Baria, Gujarat eine MC Modi High School.

## Zitate
- „My way of looking at things has not been affected by the ageing process at all. I am just an ordinary man. I will serve as long as God wants me to. For me, my patient is my god, the operating room is my temple and my instruments are my puja. My work has therefore been my pilgrimage.“